# Nectophryne afra
Nectophryne afra – gatunek płaza bezogonowego z rodziny ropuchowatych (Bufonidae). 

## Występowanie
Płaz występuje w Afryce: północna granica jego zasięgu przebiega od południowej Nigerii przez środkowy Kamerun i południowo-zachodnią Republikę Środkowoafrykańską do północno-wschodniej Demokratycznej Republiki Konga, granica południowa zaś od Atlantyku przez środkowy Gabon i północne Kongo zmierza na północny wschód do północno-wschodniej Demokratycznej Republiki Konga. Zwierzę zamieszkuje też Gwineę Równikową wraz z wyspą Bioko. Na znacznej części tego obszaru nigdy nie spotkano osobnika tego gatunku, podejrzewa się tylko jego bytność.
Jego siedlisko to nizinne lasy, choć na Bioko widywano też go na farmach w pobliżu lasów. Za dnia siedzi przy ziemi, a nocą wspina się na roślinność.

## Rozmnażanie
Samiec opiekuje się jajami złożonymi przez samicę w dziupli drzewa wypełnionej wodą. Tam też następuje rozwój wylęgających się z jaj kijanek.

## Status
Całkowita liczebność gatunku spada. Pomimo tego jest on ciągle bardziej pospolity od Nectophryne batesii z wyjątkiem Parku Narodowego Korup.
Zagrożenie może stanowić dlań wylesianie. Prawdopodobnie N. afra zamieszkuje wiele terenów chronionych, wymienić można:
- Park Narodowy Korup w Kamerunie
- Park Narodowy Monte Alén w Gwinei Równikowej
- Park Narodowy Wirunga w Demokratycznej Republice Konga